# Aragón (México)
Aragón es una zona perteneciente al centro de la Zona Metropolitana del Valle de México, y del nororiente de la CDMX de México, Comprende varias colonias pertenecientes a la Alcaldía Gustavo A. Madero de la CDMX y al Estado de México destacando en su mayoría el municipio de Ecatepec de Morelos.
Además cuenta con un parque ecológico que también es conocido como Bosque de Aragón.
La zona de media alta son las colonias Bosques de Aragón y San Juan de Aragón, siendo catalogadas como zona residencial, además a su alrededor se encuentran colonias como Villa de Aragón, Valle de Aragón, Joyas de Aragón, Plazas de Aragón, Prados de Aragón, las cuales son consideradas de clase media y media baja.
Las estaciones de Metro que cruzan por estas colonias son Bosque de Aragón, Villa de Aragón, Nezahualcóyotl e Impulsora todas de la línea B del Sistema de Transporte Colectivo Metro (verde - gris) ; en cambio el Metrobús dentro de la zona es Villa de Aragón, la cual es la terminal de la línea 6 (Rosa)  Villa de Aragón - El Rosario.

## Historia
Es hacia 1846 con el avance de la desecación del lago de Texcoco que empieza a ser habitado por personas ajenas a la parcialidad de Santiago Tlatelolco, la cual para la fecha había dejado en forma práctica de existir, es solo con la aplicación de las Leyes de Reforma que los terrenos de la hacienda se dividen y reparten, por alguna razón desconocida, lo que había sido el centro de la hacienda deja de ser llamado Aragón, pasando a formar parte de la Villa de Guadalupe, y se empieza a llamar Aragón a la zona en que antes estuviera en el lago, es así como hacia 1931 se avanzan los trabajos de desecación y la construcción de unidades habitacionales horizontales en la zona, que fue promovida por el entonces presidente Pascual Ortiz Rubio quién creó la Comisión Nacional Deslindadora con el fin de vender los terrenos federales del extinto lago de Texcoco originalmente eran para siembra y habitación, pero el tamaño y salinidad de estos, rápidamente eliminó la idea de su aprovechamiento como terrenos agrícolas, incluso en una parte de ellos se creó la empresa Sosa Texcoco, la cual se especializó en la minería de sales del lago, estos terrenos del municipio de Nezahualcóyotl durante décadas fueron la causa de las tolvaneras, aridez e inundaciones que ocurrían año con año en la Ciudad de México.
A partir de 1945 la zona sufre un crecimiento inusitado provocado principalmente por la inmigración de otros estados de la República Mexicana y la especulación de vendedores de terrenos que promovían la compra de un lote propio a precios muy bajos, si bien comenzaron a tener infraestructura urbana y servicios adecuados y regulares hasta la década de los setenta y ochenta.
La construcción de viviendas en muchos casos fueron bajo el auspicio de grupos sindicales como la Confederación de Trabajadores de México, como parte de las innovaciones aplicadas en las obras, destaca el uso exclusivo de concreto en paredes, piso y techos; así como de casa prefabricadas y la primera|planta de tratamiento de aguas residuales en México.

## Actualidad
Aragón se ha convertido en un núcleo urbano en la zona nororiente del Distrito Federal debido a su ubicación y a que es atravesado por varias vialidades importantes. 
El principal polo de desarrollo de Aragón se ubica sobre las avenidas 608 y su continuación Av. Central, por donde corre la línea B del Metro; sobre esta avenida se ubican centros comerciales como Multiplaza Bosques, Multiplaza San Juan, Soriana Aragón(antes Gigante), Soriana Gran Canal (antes Bodega Comercial Mexicana), Center Plazas, Plaza Aragón (Multiplaza Aragón), el recientemente inaugurado Mexipuerto Azteca y cercano a la zona de Aragón. De igual forma, sobre Av. Central en su intersección con el Circuito Exterior Mexiquense, se encuentra Plaza Las Américas, el centro comercial más grande de la zona nororiente de la zona metropolitana y que además cuenta con tiendas de prestigio como Liverpool, Sears, Sanborns, un hotel de 5 estrellas: Fiesta Inn y servicios múltiples como restaurantes, bancos, tiendas de autoservicio y centros de estudios, tanto privados como públicos, escuelas secundarias 301 y las técnicas 9 y 90, también destacando la Facultad de Estudios Superiores Aragón de la Universidad Nacional Autónoma de México y los Centros de Estudios Científicos y Tecnológicos (conocidos también como Vocacionales) 1, 3, 10 y el Centro de Estudios Tecnológicos 1 "Walter Cross Buchanan", pertenecientes al Instituto Politécnico Nacional. Aragón incluye tanto colonias y fraccionamientos de la Alcaldía Gustavo A. Madero del Distrito Federal, Nezahualcóyotl y Ecatepec, en el Estado de México. Algunas de las principales colonias de la zona de Aragón son: San Juan de Aragón (en sus 7 secciones), Ejido de San Juan de Aragón, Pueblo de San Juan de Aragón, (La Principal),campestre Aragón, la Unidad Habitacional Narciso Bassols, CTM San Juan de Aragón, Ampliación CTM Aragón, Aragón, Aragón-Inguarán, Aragón La Villa, Villa de Aragón, Bosques de Aragón, Prados de Aragón, Plazas de Aragón, Valle de Aragón (en sus 3 secciones), Fuentes de Aragón, Nueva Aragón, Jardines de Aragón y Rinconada de Aragón. La vialidad principal de Aragón es la Avenida 608 (que forma parte del Eje Troncal Metropolitano que corre desde Ecatepec hasta Xochimilco) y continuación de la Avenida Central. 
Por esta avenida transita la línea B del Sistema de Transporte Colectivo Metro, de la Ciudad de México, desde la estación Plaza Aragón hasta a la estación Buenavista, y tiene comunicación y transbordo a otras líneas del metro como: en Oceanía, con la Línea 5 del Metro (Politécnico –Pantitlán), haciendo posible el traslado miles de trabajadores, estudiantes y particulares al día, la gran mayoría provenientes de los municipios de Ecatepec y Nezahualcóyotl. También dicha parte del Oriente de la Ciudad, está comunicada por la Línea 5 del Metro, en las estaciones Oceanía (que tiene correspondencia con la Línea B) y Aragón, esta última, ubicada cerca de la Avenida 503.
Además, esta zona del Nororiente de la Ciudad de México está comunicada por el Circuito Interior Bicentenario (en su tramo Río Consulado) y los Ejes 3 Norte (en su tramo Avenida 506), 4 Norte (en sus tramos Avenida 510 y Avenida 412) y 5 Norte (en su tramo Calzada San Juan de Aragón y Avenida Río de Guadalupe), así como los Ejes 1 Oriente (Avenida Ferrocarril Hidalgo), 2 Oriente (Avenida Congreso de la Unión) y 3 Oriente (Avenida Eduardo Molina) y la Avenida Gran Canal, misma que desemboca en el Anillo Periférico Río de los Remedios en los límites de la Delegación Gustavo A. Madero con el Municipio de Ecatepec.

## Esparcimiento

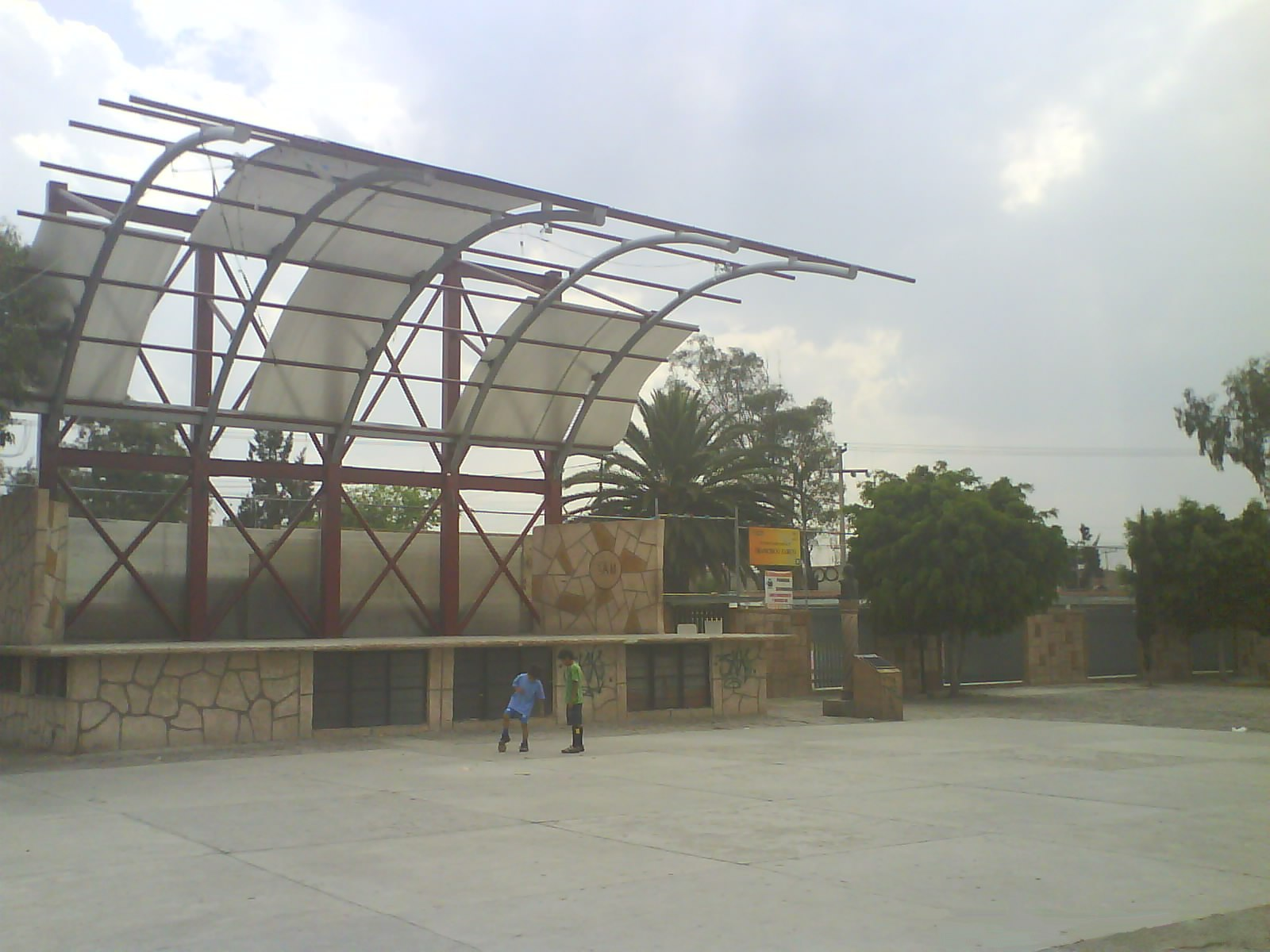
Bosque de San Juan de Aragón

Aragón cuenta con el Bosque de Aragón (estación del metro Bosque de Aragón) como principal centro recreativo y ecológico, dónde se ubica el Zoológico de San Juan de Aragón, el cual fue inaugurado en noviembre de 1964, y actualmente es la sede de la Dirección General de Zoológicos de la Ciudad de México. Además está el Centro Familiar n.º 9, con actividades infantiles y el Deportivo Oceanía.
En la Avenida Gran Canal que es uno de los avenidas con mayor acceso y afluencia de Aragón se encuentra el Centro Recreativo "Justicia Social" es uno de los mejores de la zona, hay diversas actividades familiares y de promoción a la salud y el deporte, además de que cuenta con servicio de renta de palapas para fiestas infantiles, es un lugar agradable para pasar un Domingo Familiar o una mañana deportiva ya que cuenta con pista para correr y diversas actividades tales como el Zumba. Ante el alto índice delictivo de la zona en general, el Parque Recreativo "Justicia Social" es uno de los mejor resguardados y cuidados de la zona. Aunque el más conocido es el Deportivo Hermanos Galeana ubicado en la Colonia San Juan de Aragón 7 sección, en el cual se realizaron mejoras en últimas fechas. 

### Fiesta del 5 de Mayo
En 1856 se funda el pueblo de San Juan Aragón en terrenos pertenecientes a la Villa de Guadalupe bajo el auspicio de Vicente Comonfort, pariente del expresidente Ignacio Comonfort. La fiesta se originó en las antiguas casas de los trabajadores ubicadas al sur de la villa.
Hacia 1896 se inicia la representación de la batalla del 5 de Mayo, misma que se tomó de la representación que se escenificaba en San Cristóbal Nexquipaya, población entonces rivereña del lago de Texcoco en el estado de México. La tradición indica que se debió al comercio de la sal que se daba entre ambos pueblos.

En una ocasión, unas personas de apellido Manrique llevaron a Nexquipaya esta sal para su venta; estando en ese poblado vieron la representación, y les gustó tanto que hicieron un trueque: ofertaron la sal y les entregaron los diálogos.

En la zona existen otras representaciones algunas más conocidas como la que se realiza en el Peñón de los Baños.